# 吕红兵
吕红兵（1966年12月—），中華人民共和國律師，第十三屆全國政協委員、国浩律师事务所首席执行合伙人、中华全国律师协会副会长。曾在上海擔任10年上海市政协委员和中國共產黨上海市黨代會党代表。